# Пестов, Владимир Анатольевич
Влади́мир Анато́льевич Песто́в (род. 1 мая 1936, Заларинский район, Иркутская область, СССР) — советский хозяйственный, государственный и политический деятель.

## Биография
Родился в 1936 году в деревне Яндонские Хутора. Член КПСС с 1964 года.
С 1949 года — на хозяйственной, общественной и политической работе. В 1949—1996 гг. — колхозник, прицепщик, тракторист, военнослужащий Советской Армии, тракторист, тракторист-картофелевод совхоза «Тыретский» Заларинского района Иркутской области.
Указами Президиума Верховного Совета СССР от 14 февраля 1975 года и от 23 декабря 1976 года награждён орденами Трудовой Славы 3-й и 2-й степеней.
Указом Президиума Верховного Совета СССР от 29 августа 1986 года награждён орденом Трудовой Славы 1-й степени.
Умер в селе Ханжиново в 2005 году.